# Josef Andreas Huschak
Josef Andreas Huschak (8. června 1834 Český Krumlov – 10. ledna 1905 Vídeň) byl německý píšící spisovatel a básník.

## Život a dílo
Narodil se v Českém Krumlově (Latrán čp. 37). Byl zaměstnán jako knížecí schwarzenberský ústřední inspektor. Psal básně a humoresky (částečně v šumavském německém nářečí).

### Dílo
- Dichterfrühling, vyšlo v roce 1860 v Jindřichově Hradc ve vydavatelství Viléma Antonína Landfrase[1]
- Almbleamln (1863)
- Stadtparknixen (1868)
- Hiebe und Stiche (1868)
- Gesammelte Schriften (1889)
- Mundartgedichte (1895)